# Lasswade Cottage
Lasswade Cottage ist eine Villa in der schottischen Stadt Lasswade in der Council Area Midlothian. 1971 wurde das Bauwerk in die schottischen Denkmallisten in der höchsten Kategorie A aufgenommen.

## Geschichte
Die ältesten Teile von Lasswade Cottage stammen aus dem 18. Jahrhundert. Um 1781 wurde das Gebäude durch John Clerk of Eldin erweitert, einem Schwager des schottischen Architekten Robert Adam. Zwischen 1798 und 1804, nach seiner Eheschließung, lebte der Schriftsteller Walter Scott in Lasswade Cottage. 1865 und ein weiteres Mal in den 1910er Jahren wurde das Gebäude erweitert.

## Beschreibung
Lasswade Cottage liegt an der A768 am Westrand von Lasswade. Ursprünglich handelte es sich um ein längliches Gebäude, das noch im 18. Jahrhundert einen L-förmigen Grundriss erhielt. Der angebaute Flügel ist im Stile eines schottischen Cottages mit einem Reetdach versehen und bildet einen Kontrast zu dem im Scottish-Baronial-Stil gestalteten Hauptgebäude. Nach der letzten Bauphase weist Lasswade Cottage nun einen U-förmigen Grundriss auf. Die nordwestexponierte Frontseite des Sandsteinbaus ist asymmetrisch aufgebaut. Der Eingang ist mit einem hölzernen Vordach versehen. Die hervortretenden Kreuzgiebel sind als Staffelgiebel gestaltet. An der Gebäuderückseite treten dorische Halbsäulen hervor. Teilweise sind die Fenster zu Drillingsfenstern gruppiert. Mit Ausnahme des Reetdaches sind die Dächer von Lasswade Cottage mit grauem Schiefer eingedeckt.